# 워커 로켓
앤드류 워커 로켓(Andrew Walker Lockett, 1994년 5월 3일 ~ )은 미국의 야구 선수이자, 전 KBO 리그 두산 베어스의 투수이다.

## 미국 프로야구 시절
2018년에 샌디에이고 파드리스에 입단하였다.

## 한국 프로야구 시절

### 두산 베어스시절
2021년에 라울 알칸타라를 대체할 투수로 영입되었다. 2021년 9월에 팔꿈치 수술을 받는 것이 확정되면서 시즌을 마감하여, 재계약이 불발되었다. 시즌 후, 그의 차기 대체 용병으로는 로버트 스탁이 영입되었다.